# USA:s Grand Prix West 1982
USA:s Grand Prix West 1982 var det tredje av 16 lopp ingående i formel 1-VM 1982.  

## Resultat
1. Niki Lauda, McLaren-Ford, 9 poäng
2. Keke Rosberg, Williams-Ford, 6
3. Riccardo Patrese, Brabham-Ford, 4
4. Michele Alboreto, Tyrrell-Ford, 3
5. Elio de Angelis, Lotus-Ford, 2
6. John Watson, McLaren-Ford, 1
7. Nigel Mansell, Lotus-Ford
8. Jochen Mass, March-Ford
9. Raul Boesel, March-Ford
10. Tommy Borgudd, Tyrrell-Ford

### Förare som bröt loppet
- Eddie Cheever, Ligier-Matra (varv 59, växellåda)
- Andrea de Cesaris, Alfa Romeo (33, snurrade av)
- Brian Henton, Arrows-Ford (32, snurrade av)
- Roberto Guerrero, Ensign-Ford (27, snurrade av)
- Jacques Laffite, Ligier-Matra (26, snurrade av)
- Jean-Pierre Jarier, Osella-Ford (26, transmission)
- Nelson Piquet, Brabham-Ford (25, snurrade av)
- Derek Daly, Theodore-Ford (23, snurrade av)
- Mario Andretti, Williams-Ford (19, kollision)
- Alain Prost, Renault (10, snurrade av)
- Didier Pironi, Ferrari (6, snurrade av)
- René Arnoux, Renault (5, kollision)
- Bruno Giacomelli, Alfa Romeo (5, kollision)
- Eliseo Salazar, ATS-Ford (3, kollision)
- Manfred Winkelhock, ATS-Ford (1, kollision)

### Förare som diskvalificerades
- Gilles Villeneuve, Ferrari (varv 75, regelstridig nosvinge)

### Förare som ej kvalificerade sig
- Teo Fabi, Toleman-Hart
- Riccardo Paletti, Osella-Ford
- Chico Serra, Fittipaldi-Ford
- Mauro Baldi, Arrows-Ford
- Derek Warwick, Toleman-Hart